# خطوط سانتا مارگریتا
خطوط سانتا مارگریتا (به مالتی: Is-Swar ta' Santa Margerita) همچنین به عنوان خطوط فیرنزولا شناخته می‌شود (مالتی: Is-Swar ta' Firenzuola) خطی از استحکامات در ناحیهٔ کوسپیکوا در کشور مالت است. این خطوط در قرن ۱۷ و ۱۸ میلادی برای دفاع زمینی از شهرهای بیرگو و سنگله ساخته شدند. خط دوم استحکامات، معروف به خطوط کوتونرا، بعدها در اطراف خطوط سانتا مارگریتا احداث شد. بعدها شهر کوسپیکوا در قرن هجدهم در میان دو خط دفاعی سانتا مارگریتا و کوتونرا تأسیس شد.
خطوط سانتا مارگریتا به عنوان بخشی از استحکامات شوالیه‌ها پیرامون بندرگاه‌های مالت، از سال ۱۹۹۸ در فهرست آزمایشی میراث جهانی در مالت قرار دارد.
این خطوط که به نام سانتا مارگریتا انسینته نیز شناخته می‌شوند، بنا بر طرح‌های کاردینال دومینیکن فرا وینچنزو ماکولانو دا فیرنزولا ساخته شده‌اند.

## تاریخچه
سنگ بنای خطوط سانتا مارگریتا در ۳۰ دسامبر ۱۶۳۸ توسط استاد اعظم، جوانی پائولو لاسکاریس، بر پا شد. خطوط توسط وینچزو ماکولانو دا فیرنزوولا و برای محافظت از جبهه‌های زمینی بیرگو و سنگلیا و همچنین برای جلوگیری از حمله جانبی به پایتخت والتا بودند. این خطوط در تپه سانتا مارگریتا ساخته شدد که به زبان عامیانه به عنوان الماندرا نامیده می‌شوند و احتمالاً روی ویرانه‌های معابد یونان باستان یا قلعه قبلی بنا شدند. این تپه در گزارش محاصره بزرگ‌سال ۱۵۶۵ با یک بنا نظامی دیگر توصیف شده بود.
مهندس دوک بزرگ توسکانی، مارکیز دی اس. آنجلو، پروژه ساخت و ساز در ساختمان خطوط را انجام داده است.
هنگامی که سه سنگر مرکزی در سال ۱۶۴۵ تکمیل شد، کار ساخت و ساز به دلیل کمبود بودجه متوقف شد. این خطوط برای سال‌ها ناتمام ماندند و به نام قلعه سانتا مارگاریتا یا فورت مارگاریتا شناخته شدند. در دهه ۱۶۷۰، خطوط کوتونرا در اطراف خطوط ناتمام سانتا مارگریتا ساخته شد، اما ساخت این استحکامات جدید هم در سال ۱۶۸۰ با مرگ استاد اعظم کوتونر، به حالت تعلیق درآمد.
ساخت هر دو خط سانتا مارگریتا و کوتونرا در سال ۱۷۱۵ از سر گرفته شد. در زمان تکمیل در سال ۱۷۳۶، خطوط سانتا مارگریتا شامل پنج سنگر، دو نیم‌سنگر، شش دیوار جداساز، سه دروازه، حداقل دو بندر اضطراری، یک خندق، یک راهروی مخفی با لونت و یک ذخیره غذایی بود.
بریتانیایی‌ها در دهه ۱۸۵۰ با ساخت فورت وردالا و سنت کلمنت، خطوط را اصلاح کردند و این گونه دو خط سانتا مارگریتا و کوتونرا را متصل کردند. در اواخر قرن نوزدهم، قسمت غربی این خطوط تخریب شد تا راه را برای گسترش داکیارد مالت باز کند.
این استحکامات در فهرست آثار باستانی سال ۱۹۲۵ گنجانده شد. بسیاری از خطوط هنوز هم وجود دارد، اما در وضعیت فرسوده هستند. جاده‌های مدرن برخی از سنگرها و دیوارهای جداکننده را شکسته‌اند.